# Botanicula
Botanicula est un jeu vidéo indépendant sorti le 19 avril 2012 et réalisé par Amanita Design, le collectif tchèque déjà à l'origine des deux opus de Samorost et de Machinarium. Le jeu est conçu par Jaromír Plachý, précédemment animateur sur Machinarium. Sa bande originale est composée et interprétée par le duo musical DVA, qui réalise aussi les effets sonores et les bruitages. Botanicula a remporté le prix Excellence in Audio lors de l'Independent Games Festival en mars 2012.

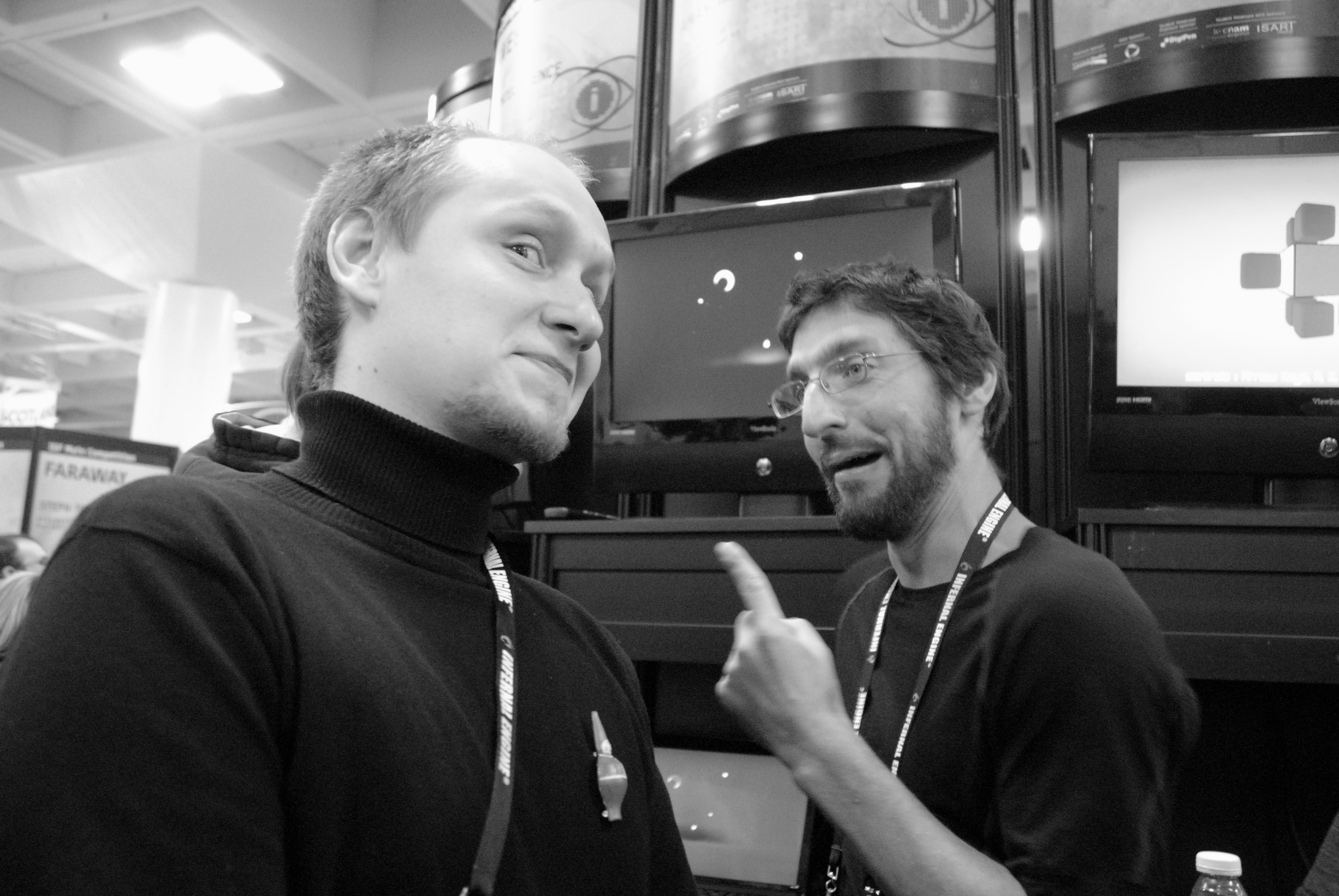
Jaromír Plachý, créateur de Botanicula, et Jakub Dvorský, fondateur d'Amanita Design, en mars 2012.

## Synopsis
Cinq créatures sylvestres partent en expédition pour sauver le dernier germe de leur arbre, envahi par des parasites.

## Mécanisme de jeu
Botanicula est un jeu d'aventure et d'exploration en pointer-et-cliquer. Le joueur guide les cinq personnages conjointement à travers une multitude de décors, dans lesquels il interagit avec l'environnement et les protagonistes qui y vivent. Un inventaire permet de collecter des objets pour les réutiliser ensuite. Au cours des rencontres avec les différents personnages ainsi qu'avec les espèces animales et végétales de l'arbre, des cartes s'ajoutent à la collection du joueur.

## Musique

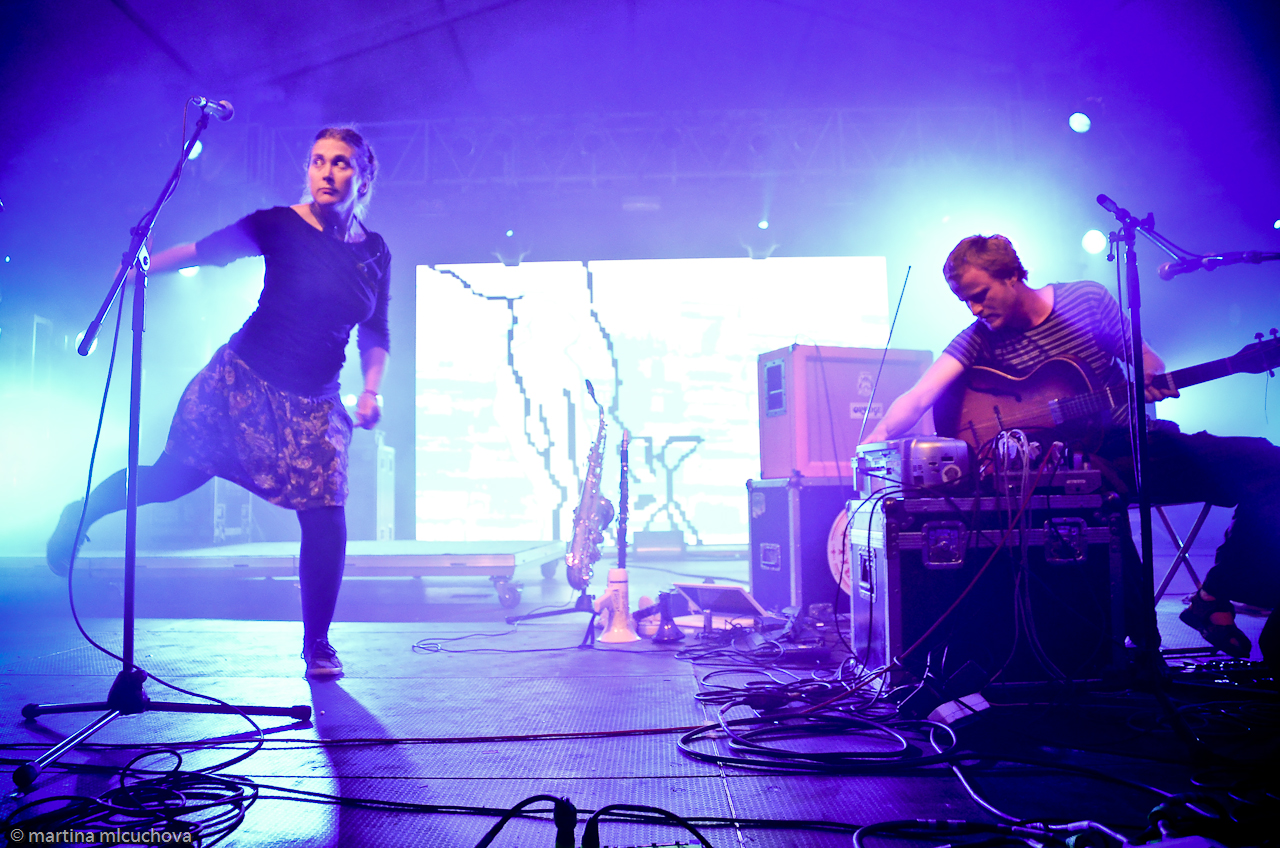
Le groupe DVA.

La bande originale du jeu, ses effets sonores et ses bruitages sont composés et interprétés par Bára Kratochvílová et Jan Kratochvíl, du groupe DVA. L'album de la musique est inclus avec le jeu, tout en étant disponible indépendamment en numérique ou en vinyle, édité par Minority Records.

### Liste des titres
1. juchu – 03:35
2. lekacka – 02:16
3. letejono – 01:45
4. houby – 03:08
5. crab – 00:28
6. mr lanterns mixtape part1 – 02:04
7. i was born as frankenstein – 01:43
8. level – 3 02:51
9. mrs mushroom likes LCD soundsystem – 01:50
10. bunky – 02:53
11. melodika – 02:16
12. beetleman – 02:02
13. nocni jazz – 02:55
14. evil live – 00:44
15. im the pacman – 00:33
16. A major for 12 frogs – 01:11
17. submarine – 03:44
18. lala – 01:58
19. cinem – 02:04
20. zatoichi – 01:54
21. finale – 03:20

## Sortie

### Disponibilité
Botanicula est sorti le 19 avril 2012, lancé dans un premier temps à prix libre au sein d'un Humble Indie Bundle de deux semaines ouvert pour l'occasion, réunissant trois précédents projets d'Amanita Design : Machinarium, Samorost 2 et le film Kuky se vrací de Jan Svěrák, ainsi que le jeu Windosill de Patrick Smith (Vectorpark). Une partie de la somme récoltée pour l'achat du jeu est reversée à l'ONGE World Land Trust (en) pour la sauvegarde des forêts.

### Accueil
En mars 2012, Botanicula remporte le prix Excellence in Audio à l'Independent Games Festival.
Le jeu a reçu un très bon accueil de la presse spécialisée.

« [Botanicula] est d'une beauté contagieuse, astucieusement inventif, et a empli tout mon visage de bonheur. »

— John Walker, Rock, Paper, Shotgun